# Achim von Paczensky
Achim von Paczensky (* 11. April 1951 in Bad Saarow; † 26. Dezember 2009 in Wildau; eigentlich Hans-Joachim von Paczensky) war ein deutscher Schauspieler und Politiker.
Von Paczensky wurde 1993 von Christoph Schlingensief für dessen Film Terror 2000 engagiert. Zu dieser Zeit war von Paczensky Patient in der Landesklinik Teupitz. In den folgenden Jahren spielte er in Zusammenarbeit mit Schlingensief in verschiedenen Filmen, z. B. in Die 120 Tage von Bottrop (1997), und Theaterproduktionen, etwa in 100 Jahre CDU oder Kühnen 94 an der Volksbühne Berlin oder in der Uraufführung des Fragments Rosa Luxemburg von Bertolt Brecht am Berliner Ensemble. Bei der Bundestagswahl 1998 war Achim von Paczensky Spitzenkandidat der von Schlingensief gegründeten Partei Chance 2000. Bei der Castingshow-Parodie Freakstars 3000 von 2003 fungierte von Paczensky als Co-Regisseur von Schlingensief.
In seiner am 6. Januar 2010 in Wildau gehaltenen Trauerrede zur Beerdigung Achim von Paczenskys bezeichnete Christoph Schlingensief diesen als „den größten Schauspieler der Welt, weil er authentisch war.“